# Айвазова Світлана Григорівна
Світлана Григорівна Айвазова — радянська та російська історик і політолог, фахівчиня в галузі гендерних досліджень, одна з творців «гендерної політології» в Росії. Кандидат історичних наук, Доктор політичних наук, головний науковий співробітник Інституту соціології РАН, член Ради при Президенті Російської Федерації з розвитку громадянського суспільства і прав людини.
Член Координаційної Ради з гендерних проблем при Міністерстві охорони здоров'я і соціального розвитку РФ.
Член Наукової Ради Російської Асоціації політичних наук (РАПН).
Керівниця Дослідницького комітету з гендерної політології.

## Біографія
Айвазова Світлана Григорівна народилася в Москві. Закінчила історичний факультет Московського державного Університету ім. М. В. Ломоносова.
У 1976 році захистила дисертацію на здобуття наукового ступеня кандидата історичних наук за темою: «Французький гошизм (1968—1972). Критичний аналіз політичної діяльності та ідеологічних концепцій».
У 1996 році захистила дисертацію на здобуття наукового ступеня доктора політичних наук: «Жінки і суспільство: гендерний вимір політичного процесу».
З 1966 по 1990 р. — науковий, старший науковий співробітник Інституту міжнародного робочого руху РАН.
З 1990 по 2005 р. — провідний, головний науковий співробітник Інституту порівняльної політології РАН.
З 2005 року є головним науковим співробітником Інституту соціології РАН.

## Наукова діяльність
Айвазова С. Р. є одним з основоположників напряму «гендерна політологія» в Росії. У цілому ряді її робіт, зокрема, у монографіях «Російські вибори: гендерне прочитання», «Ми вибираємо, нас вибирають… Гендерний аналіз парламентських і президентських виборів 2003—2004 років в Росії» розроблена методологія гендерного аналізу політичної поведінки росіян, з акцентом на методологію гендерної вивчення електоральної поведінки.
У монографії «Російські жінки в лабіринті рівноправності» запропонована методологія дослідження гендерних особливостей російської політичної культури, введений в науковий обіг цілий ряд нових джерел з історії і теорії російського жіночого руху, зокрема, «Праці Першого Всеросійського жіночого з'їзду».
Айвазова Ц. Р. стала ініціатором перекладу на російську мову класичної роботи Сімони де Бовуар «Друга стать» та науковим редактором її російської версії (1998 року).
Член редколегії російського наукового журналу «Жінка в російському суспільстві», Іванівський державний університет.
Поточні проекти: Гендерний вимір сучасної масової політики (2014—2015).

## Область наукових інтересів
- гендерна політологія і політична соціологія
- теорія та історія фемінізму
- масові соціальні рухи

## Нагороди та премії
- Почесна грамота від Президента РФ Ст. Ст. Путіна «За великий внесок в розвиток інститутів громадянського суспільства та забезпечення захисту прав людини і громадянина» від 12 лютого 2015 року.
- Подяку Президента РФ Ст. Ст. Путіна «За великий внесок в розвиток інститутів громадянського суспільства та забезпечення прав і свобод людини і громадянина» від 30 квітня 2008 року.
- Лист подяки від Президента РФ Медведєва Д. А. «За плідну роботу в Раді при Президенті РФ з розвитку громадянського суспільства і прав людини в 2009—2012 роках» від 24 квітня 2012 року.
- Почесна грамота Ради при Президенті РФ з розвитку громадянського суспільства і прав людини «За неоціненний особистий внесок у просування цінностей справедливості, рівності, свободи і солідарності, утвердження найвищої цінності людини, її прав і свобод» від 2 травня 2014 року.
- Подяку Голови Державної Думи ФС РФ «За активну громадсько-політичну діяльність та у зв'язку з відзначенням 100-річчя Першого Всеросійського жіночого з'їзду», Москва, 2008 рік.
- Монографія «Ми вибираємо, нас вибирають… [Архівовано 2 березня 2022 у Wayback Machine.]» (Москва, 2004) відзначена у 2005 році премією на конкурсі робіт з політології, що проводиться Російською асоціацією політичної науки.
- Монографія «Російські вибори: гендерне прочитання [Архівовано 2 березня 2022 у Wayback Machine.]» відзначена у 2009 році премією на конкурсі робіт з політології, що проводиться Російською асоціацією політичної науки.

## Публікації
З деякими роботами Айвазової Ц. Р. можна ознайомитися на офіційному сайті Інституту соціології РАН (до багатьох з них є повний текст) [Архівовано 7 грудня 2017 у Wayback Machine.].

### Монографії
- Громадянське і політичне в російських суспільних практиках [Архівовано 2 березня 2022 у Wayback Machine.] / під ред. С. В. Патрушева. — М.: Російська політична енциклопедія (РОССПЭН), 2013. — 525 с.: іл. — (Політологія Росії). ISBN 978-5-8243-1783-1
- Айвазова Ц. Р. Декретофобия: витоки, загрози, способи протесту [Архівовано 1 березня 2022 у Wayback Machine.] // Під ред. Ц. Р. Айвазової, Е. Н. Єршової. М.: ІП Матушкіна В. І., 2012.
- Громадяни та політичні практики в сучасній Росії: відтворення і трансформація інституціонального порядку [Архівовано 1 березня 2022 у Wayback Machine.] / [ред-кол.: С. В. Патрушев (відп. ред.), С. Р. Айвазова, П. В. Панов]. М.: Російська асоціація політичної науки (РАПН); Російська політична енциклопедія (РОССПЭН), 2011. (Бібліотека РАПН). ISBN 978-5-8243-1580-6
- Айвазова Ц. Р. Модернізація як контекст гендерної рівноправності [Архівовано 2 березня 2022 у Wayback Machine.] // Модернізація і політика в XXI столітті / Отв. ред. Ю. С. Оганисьян; Інститут соціології РАН. — М.: Російська політична енциклопедія (РОССПЭН), 2011. ISBN 978-5-8243-1540-0
- Айвазова Ц. Р. Громадянське дія і політика: тендерний профіль // Росія в процесі реформ: соціально-політичні аспекти [текст]/Російська академія наук. Інститут соціології; Відп. ред. Ю. С. Оганисьян. — М.: Сучасна економіка і право, 2009. ISBN 978-5-8411-0272-4
- Айвазова Ц. Р. Російські вибори: гендерне прочитання [Архівовано 2 березня 2022 у Wayback Machine.]. М.: Консорціум жіночих неурядових об'єднань; Інститут соціології РАН, 2008. ISBN 978-5-7853-1082-7
- Russian Elections: Gender Profile [Архівовано 1 березня 2022 у Wayback Machine.]. M.: Consortium of women's Non-Governmental Associations; Institute of Sociology (Ukrainian Academy of Sciencec), 2008. ISBN 978-5-7853-1082-7
- Айвазова Ц. Р., Кертман Р. Л. Ми вибираємо, нас вибирають… Гендерний аналіз парламентських і президентських виборів 2003—2004 років в Росії [Архівовано 2 березня 2022 у Wayback Machine.]. — М.: ОЛИТА, 2004 (рос-англ. видання).
- Айвазова Ц. Р. [http://mdt-kchr.ru/documents/Gender_Equality_in_the_context_of_human_rights.pdf%5Bнедоступне+посилання+з+лютого+2019%5D Гендерна рівність в контексті прав людини][недоступне посилання з серпня 2019]. — М: Изд-во Эслан, 2001.
- Айвазова Ц. Р. Російські жінки в лабіринті рівноправності (Нариси політичної теорії і історії). — М.: РІК Русанова, 1998.

### Статті
- Айвазова Ц. Р. Виборчий цикл 2011—2012 рр.: про що говорять гендерні розриви // Шляхи Росії. Нові мови соціального опису / Збірник статей. Тому XIX. — М: Нове літературне огляд, 2014.
- Айвазова Ц. Р. Гендерні особливості політичної поведінки росіян в контексті виборчого циклу парламентських і президентських виборів 2011—2012 рр. [Архівовано 1 березня 2022 у Wayback Machine.] // Жінка в російському суспільстві. Іваново: ИвГУ, 2012. № 3.
- Айвазова Ц. Р. Симона Де Бовуар: життя — самоздійснення [Архівовано 2 березня 2022 у Wayback Machine.] // Жінки в політиці: нові підходи до політичного. Феміністський освітній альманах. Вип. 1. Підлогу політики. 2012.
- Айвазова Ц. Р. Контракт працюючої матері: порушення або розірвання? (До питання про особливості ґендерної політики в сучасній Росії) // Жінка в російському суспільстві. Іваново: ИвГУ, 2011, № 3.
- Айвазова Ц. Р. Законодавче забезпечення гендерної рівноправності: політичний аспект [Архівовано 1 березня 2022 у Wayback Machine.] // Росія реформується. Щорічник / Отв. ред. К. М. Горщиків. — Вип. 8. — М: Інститут соціології РАН, 2009.
- Айвазова Ц. Р. «Гра в гендер» на полі російської політики: можливості інституціональних змін [Архівовано 2 березня 2022 у Wayback Machine.] // Росія реформується. Щорічник / Отв. Ред. М. К. Горщиків. — Вип.6. — М: Інститут соціології РАН, 2007.

### Участь в конференціях в 2014 році
- Всеросійська наукова конференція з міжнародною участю «Справедливість як цінність, ідея і суспільна практика в сучасній Росії і в світі». Москва, 3-5 грудня 2014. Доповідь: Справедливість у гендерних відносинах: російський випадок.
- Всеросійська наукова конференція (з міжнародною участю) «Російська політична наука: витоки, традиції та перспективи». Доповідь: Масова політика як фактор еволюції гендерного порядку в країнах СНД